# 美迪尼
美迪尼依斯干达是马来西亚柔佛州依斯干达公主城的一处市郊，为依斯干达经济特区旗舰B区。美迪尼占地2,230英亩（9.3平方公里），是该国目前最大的城市单一开发项目，其总人口估计将在2030年达至45万人，并于未来成为智能互联的新山中央商务区区域之一。开发的15至20年间，美迪尼的项目发展价值预计达到200亿美元。

## 美迪尼依斯干达（马来西亚）有限公司
美迪尼依斯干达（马来西亚）有限公司（Medini Iskandar Malaysia，简称MIM）为开发美迪尼而设，主要经营国有企业和私人投资者之间在美迪尼发展项目的公私伙伴关系。
自2007年成立以来，该公司主要负责各项目阶段的发展价值链，即总体规划、基础设施构造、地产建设和乡镇管理服务。

## 历史
成立于2007年，MIM是原始的股东包括： Iskandar投资有限公司（B）（75%）－大多数拥有通过国库控股有限公司和 联合国世界基础设施 （页面存档备份，存于）（25%）。发展是发动了在城市的迪拜， 的年度财产的投资贸易展房地产业。
2008年，IIB和西印度群岛大学建立了两个公私伙伴关系与其他中东的合作伙伴促进发展的美迪尼：全球资本和发展私人有限公司。与穆巴达拉从阿布扎比和美迪尼的中央私人有限公司与科威特金融公司从科威特。
2013年，三井（Mitsui） 获得的20％的股份在MIM，以支持发展中美迪尼是明智的城市基础设施和服务。
今天，MIM的股东包括:茉莉花英亩私人有限公司（60%）、赴（20%）和三井有限公司（20%）。茉莉花英亩被IIB和KNB共同拥有。

## 总体规划
美迪尼总体规划的目的是在西印度群岛大学的经济集群模型。 经济集群混合用途的城市发展的一个24小时生命周期提供方便的生活、工作和休闲活动的居民、游客和工人。 每个群集的集成在周围的经济网络。
总体规划是分为5个独立主题的区域：

### A区: 美迪尼北部
此区包括马来西亚乐高乐园度假酒店、美迪尼商场、美迪尼鹰阁医院，和Afiniti美迪尼。这里也有一个城市健康项目，包括萨默塞特的美迪尼酒店和联昌领导能力培训中心。

### B区: 美迪尼商业区
B区计划的业务和媒体区包括办公楼、住宅楼和社区中心。

### C、D、E区: 美迪尼中央
美迪尼的中央包括贸易和物流、创造性的公园和遗产区。 区域E 是一个207英亩的发展，用于健康倡议与一个专门的健康中心。

### F区: 美迪尼南部
F区以双威依斯干达为中心。 双威依斯干达，被认为是大自然的首都城市，此区有许多生态公园、别墅的精品零售中心，以及保健和健康村庄。

## 监管制度
美迪尼的监管框架的创建是通过一个之间的合作MIM和  依斯干达特区发展局（IRDA），以吸引投资者和支助国家的经济发展。IRDA便利于许可和登记的要求对新企业和投资者。此外，美迪尼还有财政和非财政奖励政策。

## 地标性发展
美迪尼位于依斯干达公主城的中心,它的周围也已经有许多发展计划，其中包括：
国际教育城（Educity）：一个国际知名的教育中心。
公主港：包含一个国际码头，零售商店，酒店，如Jen酒店和萨默塞特的公主港和一个著名的室内家庭主题乐园如: 吉蒂猫城和数个俱乐部。
松木制片影城：一个国际创造性的媒体城市。
依斯干达城：柔佛州的行政中心。

## 智慧城市
美迪尼目前也正在迅速发展，并且有许多大型发展项目。这将继续改变美迪尼成为一座智慧城市。 州政府也提供了明智的解决方案来提高当地的生活质量。该区目前已有来自许多国家的参访团前来考察。MIM目前正在试行一些聪明的城市的举措，例如智能移动电车辆；美迪尼社会门户；一个综合操作中心；和智能建筑。
美迪尼的镇管理服务是提供通过伙伴关系之间的MIM和专业服务提供商。 在2015年，MIM签订两个合资企业协定：与一个子公司，马来西亚电讯公司， 提供的信息和通信技术服务，并与马由乃德阳光前线提供的房地产和建筑管理服务。